# Dangerous
Dangerous е осмият албум на Майкъл Джаксън, пуснат на 26 ноември 1991 година.
В продължение на 17 години са продадени 32 милиона копия в целия свят, правещи го по-бързо продаван албум от предишния му рекорд Bad.